# Chiesa di San Pier Giuliano Eymard
La Chiesa di San Pier Giuliano Eymard è una chiesa parrocchiale di Baggio, rione di Milano.

## Storia
Venne costruita negli anni '80 per le esigenze del neonato Quartiere Valsesia, quartiere popolare agli estremi di Baggio, vicino Sellanuova, del quale costituisce il centro. Venne consacrata il 1º ottobre 1989 dal cardinale Carlo Maria Martini.
Essa, similmente alla vicina Chiesa di Sant'Anselmo da Baggio Vescovo, nasce come "chiesa-baracca", con un prefabbricato, originariamente utilizzato come magazzino, adattato per poter soddisfare i bisogni spirituali del nuovo quartiere.
Vittima di un tentativo di incendio nel 1982, nel 1983 il comune firma la concessione edilizia per la costruzione di una nuova chiesa, che verrà ultimata nel 1986, seppur utilizzata ancora prima quando incompleta.

## Descrizione
La chiesa è a pianta quadrata ed è collegata al sagrato tramite una scalinata. Le pareti esterne sono rivestite da marmo chiaro e non sono provviste di finestre: la luce all'interno dell'edificio si diffonde grazie a lucernari che si sviluppano lungo le pareti. L'ingresso principale è contraddistinto dalla presenza di una pensilina. Internamente, il soffitto è a cassettoni in cemento. Mosaici rivestono le colonne interne. Nel presbiterio sono presenti l'altare e l'ambone. Lateralmente sono presenti due sculture in marmo bianco che rappresentano, rispettivamente, la Madonna del Santissimo Sacramento e San Piero Giuliano Eymard.